# Plutodes separata
Plutodes separata är en fjärilsart som beskrevs av W. Warren 1907. Plutodes separata ingår i släktet Plutodes och familjen mätare. Inga underarter finns listade i Catalogue of Life.